# Décembre 1831
Cette page présente les faits marquants du mois de décembre 1831.

## Événements
- Règlement sur la participation de la noblesse aux élections locales : seuls ont droit de suffrage direct les nobles possédant plus de 100 âmes ou 3000 déciatine de terre arable.

- 3 - 9 décembre, France : Lyon est reprise sans effusion de sang par les troupes royales commandées par le maréchal Soult et le duc d’Orléans.

- 5 décembre, France : Louis-Philippe envoie Soult avec 20 000 hommes pour écraser la révolte des Canuts dans le sang. L'ordre est rétabli.

- 6 décembre : en Algérie, le général Pierre Berthezène est remplacé par le duc de Rovigo (6 décembre 1831-29 avril 1833).

- 17 - 24 décembre : parvenus à Memphis, Tocqueville et Beaumont attendent le dégel du Mississippi pour gagner La Nouvelle-Orléans sur un bateau à vapeur sur lequel sont embarqués des Indiens de la tribu des Chactas, que l'on déporte à l'ouest du fleuve. Tocqueville, indigné, évoquera ce transfert dans le dernier chapitre de De la démocratie en Amérique.

- 27 décembre : début de l'expédition du HMS Beagle, Charles Darwin est naturaliste du bord (fin en 1836).

- 28 décembre, France : adoption par la Chambre des pairs du projet de loi abolissant l’hérédité de la pairie.

- 29 décembre, France : suppression de l'hérédité de la pairie. La liberté de choix du roi de nouveaux pairs est maintenue et restreinte.

## Naissances
- 2 décembre : Paul David Gustave du Bois-Reymond (mort en 1889), mathématicien allemand.
- 8 décembre : Fiodor Bredikhine (mort en 1904), astronome russe.

## Décès
- 10 décembre : Thomas Johann Seebeck (né en 1770), physicien allemand.
- 22 décembre : François Huber (né en 1750), naturaliste suisse.
- 26 décembre : Stephen Girard, armateur, banquier et philanthrope américain d'origine française (° 1750).